# Spilopteron strenus
Spilopteron strenus är en stekelart som beskrevs av Wang 1997. Spilopteron strenus ingår i släktet Spilopteron och familjen brokparasitsteklar. Inga underarter finns listade i Catalogue of Life.